# Ikuze! Kaitō shōjo
Ikuze! Kaitō shōjo (行くぜっ！怪盗少女? lett. "Andiamo! Ragazze ladre") è il primo singolo major (il terzo in assoluto) del gruppo musicale di idol giapponesi Momoiro Clover, pubblicato il 5 maggio 2010 dall'etichetta Universal J, filiale della Universal Music Group. Ha debuttato alla posizione numero 3 della classifica settimanale della Oricon.
Una riedizione del singolo è stata pubblicata il 26 settembre 2012 con il titolo Ikuze! Kaitō shōjo: Special Edition (行くぜっ！怪盗少女 ～Special Edition～? lett. "Andiamo! Ragazze ladre: Edizione speciale"), piazzandosi alla posizione numero 7 della classifica settimanale della Oricon.
Il singolo ha ottenuto un buon successo, venendo certificato disco d'oro dalla Recording Industry Association of Japan nel 2012 per aver superato la soglia dei 100 000 download digitali.

## Il disco
Il singolo è stato pubblicato il 5 maggio 2010 in sette versioni differenti: un'edizione standard e sei edizioni limitate, ciascuna delle quali presentava in copertina una delle componenti del gruppo. Il 26 settembre 2012 la ormai ex etichetta del gruppo Universal J, che aveva già distribuito l'edizione originale del singolo, ha ripubblicato il disco in una nuova versione insieme a un'edizione limitata compresa di DVD in cui era contenuto il video musicale della title track.

## Promozione
La firma del contratto con l'etichetta major Universal J si svolse durante una cerimonia pubblica il 3 maggio 2013. Il debutto del singolo era già stato fissato per il 5 maggio successivo ma, affinché il contratto venisse firmato ciascuna componente delle Momoiro Clover avrebbe dovuto passare un test basato sul rapporto peso "da idol"/altezza; il fallimento del test avrebbe comportato la firma di un contratto a tempo determinato. Alla presenza di circa duecento persone tra fan e giornalisti Reni Takagi fu la sola a non passare il test superando il limite imposto di 0,8 chilogrammi. Durante la stessa cerimonia le Momoiro Clover fissarono gli obiettivi futuri del gruppo, dichiarando di voler «raggiungere la prima posizione della Oricon, partecipare alla trasmissione Kōhaku uta gassen e tenere un concerto al Budokan».
Dal 6 marzo le Momoiro Clover tennero un tour nazionale di ventotto concerti per promuovere il singolo.

## Video musicale e coreografia

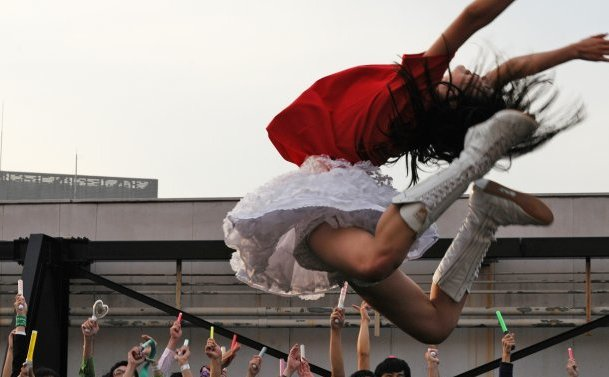
Il caratteristico salto di Kanako Momota, parte della coreografia di Ikuze! Kaitō shōjo

In alcune scene del video musicale della title track le componenti del gruppo appaiono vestite da cameriere, infermiere, poliziotte e così via. La coreografia incorpora diversi numeri acrobatici tra i quali il cosiddetto "salto del gambero" (えびぞりジャンプ?, ebizori janpu) di Kanako Momota (un salto in avanti in cui le gambe e le braccia si arcuano all'indietro, noto come sheep jump nel campo della ginnastica artistica). Il salto è anche uno dei pezzi forti delle esibizioni dal vivo del gruppo. Durante le performance live del brano Shiori Tamai e Momoka Ariyasu si esibiscono inoltre in una ruota, mentre Momota compie una rovesciata in avanti.

## Tracce
Edizione standard/Edizione limitata A-F
1. Ikuze! Kaitō shōjo (行くぜっ!怪盗少女) – 3:48 (Ken'ichi Maeyamada)
2. Hashire! (走れ!) – 4:36 (testo: Inflava – musica: Kōji Ōba, Michitomo)
3. Ikuze! Kaitō shōjo (Off vocal version) – 3:48
4. Hashire! (Off vocal version) – 4:36

Edizione limitata con DVD
1. Ikuze! Kaitō shōjo (行くぜっ!怪盗少女) – 3:48 (Ken'ichi Maeyamada)
2. Hashire! (走れ!) – 0:36 (testo: Inflava – musica: Kōji Ōba, Michitomo)
3. Ikuze! Kaitō shōjo (Off vocal version) – 3:48
4. Hashire! (Off vocal version) – 4:36
5. Ikuze! Kaitō shōjo (Video musicale) – 4:01

## Classifiche
| Classifica (2010)             | Posizione più alta |
| ----------------------------- | ------------------ |
| Giappone (Oricon giornaliera) | 1                  |
| Giappone (Oricon settimanale) | 3                  |
| Giappone (Billboard Hot 100)  | 19                 |
| Giappone (Billboard)          | 3                  |

| Classifica (2012)                       | Posizione più alta |
| --------------------------------------- | ------------------ |
| Giappone (Oricon settimanale)           | 7                  |
| Giappone (Oricon mensile)               | 44                 |
| Giappone (Billboard Hot 100)            | 29                 |
| Giappone (Billboard)                    | 6                  |
| Giappone (Billboard Adult Contemporary) | 57                 |